# رادها (ممثلة)
رادها هي ممثلة هندية، ولدت في 3 يونيو 1965 بثيروفانانثابورام في الهند. من الجوائز التي نالتها جائزة فيلم فير جنوب.

## جوائز
- جائزة فيلم فير جنوب

## وصلات خارجية
- رادها على موقع IMDb (الإنجليزية)
- رادها على موقع قاعدة بيانات الفيلم (الإنجليزية)